# Mirschaqyp Dulatuly

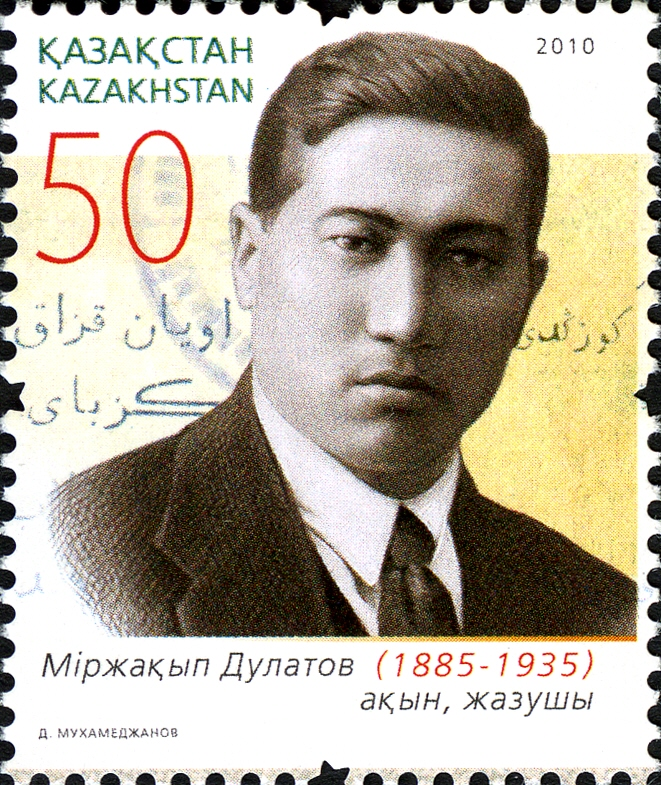
Mirschaqyp Dulatuly auf einer kasachischen Briefmarke

Mirschaqyp Dulatuly (kasachisch Міржақып Дулатұлы Mırjaqyp Dulatūly, russisch Миржакип Дулатов Mirschakip Dulatow; * 25. November 1885 in der Oblast Turgai, Russisches Kaiserreich; † 5. Oktober 1935) war ein kasachischer Dichter und Schriftsteller.

## Leben
Mirschaqyp Dulatuly wurde 1885 in der Oblast Turgai im Russischen Kaiserreich geboren. Er verlor früh seine Eltern; seine Mutter starb, als er zwei Jahre alt war, und sein Vater starb, als er zwölf Jahre alt war. Sein Vater schickte ihn im Alter von acht Jahren zu einem Mullah im Dorf, von dem er bis auf das arabische Gebet nicht gelernt hatte. Danach besuchte er eine ländliche Schule und dann eine zweijährige kasachisch-russische Schule, an der er eine Ausbildung zum Lehrer absolvierte.
Sein erstes Gedicht wurde in einer Sankt Petersburger Zeitung veröffentlicht. Seine erste Gedichtsammlung mit dem Titel Oyan! Qazaq! wurde 1909 veröffentlicht. Das Werk war ein Aufruf an die kasachische Intelligenzija und als solches von den Behörden beschlagnahmt und vernichtet worden. Der Gedichtband trug dazu bei, ihn unter der kasachischen Bevölkerung äußerst bekannt zu machen. 1910 veröffentlichte er seinen ersten Roman mit dem Titel Baqytsys Schamal. Dieser handelt vom Leben einer unterdrückten kasachischen Frau und gilt heute als erster Roman, der in kasachischer Sprache veröffentlicht wurde. In seinen Werken setzte er sich für Bildung, Wissenschaft und die Gleichbehandlung von Frauen ein. Dulatuly wurde 1911 wegen seiner politischen Aktivitäten inhaftiert und verbrachte 18 Monate im Gefängnis.
Zwischen 1913 und 1918 gab er zusammen mit Älichan Bökeichan und Achmet Baitursynuly die Wochenzeitung Qazaq heraus. Zusammen waren sie maßgeblich an der Gründung der Alasch Orda beteiligt. Dulatuly war auch einer der Autoren des Parteiprogramms der Alasch-Partei. 1919 trat Dulatuly der Kommunistischen Partei Russlands bei und lehrte an einer Universität der Partei in Moskau. Nichtsdestotrotz hatte er immer wieder Probleme mit den sowjetischen Behörden, da er wegen seiner politischen Aktivitäten unter dem Verdacht des Nationalismus stand. Zwischen 1922 und 1926 lehrte er am kasachischen Nationalen Bildungsinstitut in Orenburg.
1928 wurde er verhaftet und zwei Jahre später zum Tode verurteilt. Die Strafe wurde später zu zehn Jahren Lagerhaft umgewandelt. Dulatuly starb am 5. Oktober 1935 im Gefangenenlager Solowki auf den Solowezki-Inseln.
Erst 1988 wurde er vollständig rehabilitiert.

## Werke
- Oyan! Qazaq! (1909)
- Baqytsys Schamal (1910)
- Asamat (1913)
- Terme (1915)
- Esep Kurali (1922)
- Kiyragat Kitabi (1924)